# كريستيان بيتكوف
كريستيان بيتكوف (بالبلغارية: Кристиян Петков)‏ هو لاعب كرة قدم بلغاري في مركز نصف الجناح، ولد في 19 أغسطس 1994 في دوبريتش في بلغاريا. شارك مع منتخب بلغاريا تحت 17 سنة لكرة القدم ومنتخب بلغاريا تحت 19 سنة لكرة القدم. أما مع النوادي، فقد لعب مع نادي دوبرودزا دوبريتش ونادي ليتكس لوفتش.

## وصلات خارجية
- كريستيان بيتكوف على موقع قاعدة بيانات كرة القدم.إي يو (الإنجليزية)
- كريستيان بيتكوف على موقع Soccerway.com (الإنجليزية)